# Кањано Варано
Кањано Варано (итал. Cagnano Varano) је насеље у Италији у округу Фођа, региону Апулија.
Према процени из 2011. у насељу је живело 7309 становника. Насеље се налази на надморској висини од 156 м.

## Становништво
| 1951. | 1961. | 1971. | 1981. | 1991. | 2001. | 2011. |
| ----- | ----- | ----- | ----- | ----- | ----- | ----- |
| 7.507 | 8.140 | 8.750 | 9.011 | 9.158 | 8.617 | 7.451 |